# Josef Schreyer
Josef Schreyer (31. března 1841 Hospozín – 22. října 1923 Praha) byl český ekonom, průkopník záloženství. Pracoval jako úředník v Živnostenské bance. V letech 1885 až 1906 zastával funkci tajemníka Jednoty záložen v Čechách, na Moravě a ve Slezsku. Redigoval Věstník záloženský a vydal několik odborných publikací. Byl také členem výboru Sboru pro zřízení Národního divadla v Praze.

## Život
Podle matriky se narodil 31. března 1841 v Hospozíně, některé zdroje ale uvádějí datum 30. března. Vystudoval filosofii a v letech 1866-80 působil ve šlechtických rodinách jako vychovatel.
Roku 1881 se stal úředníkem Živnostenské banky a o čtyři roky později byl zvolen prvním tajemníkem Jednoty záložen v Čechách, na Moravě a ve Slezsku. Vyvinul zde velkou organizační i literární činnost. Redigoval Věstník záloženský, psal odborné články do časopisů, vydával publikace (viz Dílo níže).
Roku 1881 na sebe také upozornil velkým úsilím při evidenci sbírek, které přicházely na obnovu Národního divadla, a na valné hromadě Sboru pro zřízení Národního divadla v Praze byl dne 30. října 1881 zvolen do jeho výboru. Jako člen finančního odboru měl pak nevděčný úkol, řídit postup stavebních prací podle (zpravidla nedostatečného) stavu pokladny, a úhradu zbývajících nákladů organizoval ještě po znovuotevření divadla r. 1883.
Roku 1906 odešel do důchodu. Zemřel v noci na 22. října 1923 v Praze. Byl pokládán za jednoho z předních průkopníků českého záloženství.

## Dílo
Byl autorem řady odborných publikací, např.:
- Statistika záložen českých v Čechách, na Moravě a ve Slezsku (každoročně 1883-1902)
- Dějiny svépomocných záložen českých (1891), věnované památce Františka Šimáčka[6]
- Návod k účetnictví záloženskému (1893)
- Katechismus záloženský aneb Co věděti má každý člen a každý vkladatel záložny (1895)
- Zákon o přímých daních osobních, daný dne 25. října 1896 Ř.Z. č. 220, pro potřebu záložen, výdělkových a hospodářských společenstev, spořitelen a vzájemných pojišťoven (1897)

Přispíval také do Ottova slovníku naučného, zpravidla pod značkou JSch.